# شرکت برق منطقه‌ای تهران
شرکت برق منطقه‌ای تهران ایران، یکی از ۱۶ شرکت برق منطقه‌ای کشور محسوب می‌شود که همگی زیر مجموعه شرکت تخصصی توانیر (شرکت سهامی مدیریت تولید، انتقال و توزیع نیروی برق ایران) هستند.  وظایف این شرکت از سوی وزارت نیرو به ‌عنوان بخشی از فعالیت‌های نظارتی و اجرایی تعیین شده و شامل: برنامه‌‌ریزی، نظارت بر تولید، انتقال و توسعه تاسیسات برق است.
شرکت برق منطقه‌ای تهران، به عنوان بزرگ‌ترین شرکت برق منطقه‌ای ایران، خدمات خود را در سه استان تهران، البرز و قم ارائه می‌دهد. علاوه بر این، شرکت توزیع نیروی برق تهران و سایر شرکت‌های زیرمجموعه، مسئول دریافت انرژی الکتریکی در ولتاژ  ۲۰ کیلوولت از پست‌های فوق توزیع و تبدیل آن به ولتاژ مناسب مصرف مشترکان هستند. به طور کلی، ۲۶۰ ایستگاه انتقال و فوق توزیع تحت نظارت شرکت قرار دارند که بیش از ۲۱۰ ایستگاه مربوط به بخش فوق توزیع، از اهمیت ویژه‌ای برخوردارند
پس از 46 سال حکومت جمهوری اسلامی برق در تهران و تقریباً تمام ایران جیره بندی شده،به صورتی که روزی ۲ تا ۴ ساعت برق مشترکین قطع می‌شود و این از وجود برکت جمهوری اسلامی است.

## تاریخچه برق شهر تهران
تهران، به عنوان پایتخت و مرکز اداری کشور، از دیرباز در زمینه تأمین برق فعالیت داشته است. اولین مولد برق در تهران، حدود ۱۵۰ سال پیش در سال ۱۲۶۴ هجری شمسی و با قدرت تقریبی ۳ کیلو وات، به‌منظور تأمین روشنایی کاخ ناصرالدین شاه قاجار به بهره‌برداری درآمد؛ این رویداد سه سال پس از تأسیس مؤسسه برق تجاری توماس ادیسون در نیویورک رخ داد. با افزایش آگاهی و جذب بخش خصوصی به مزایای برق، شرکت‌های خصوصی در تولید، توزیع و فروش برق فعالیت خود را آغاز کردند و برخی از کارخانه‌های صنعتی نیز مولد برق اختصاصی داشتند.
در سال ۱۳۱۰، ایده شبانه‌روزی کردن برق در میان دولتمردان مطرح گردید و اقدامات اولیه برای تحقق آن صورت گرفت. در تاریخ ۱۳۱۶/۶/۲۵، یک نیروگاه بخاری در کارخانه اشکودا از چکسلواکی با ۴ واحد ۱۶۰۰ مگاواتی (مجموعاً ۶۴۰۰ کیلو وات) در محل کنونی شرکت برق منطقه‌ای تهران، واقع در میدان شهدا، نصب و تحت نظارت شهرداری تهران به بهره‌برداری رسید.
با افزایش تقاضا و شرایط ویژه دوران جنگ جهانی دوم (از جمله اشغال ایران و مشکلات تأمین تجهیزات نیروگاهی از خارج)، امید به احداث نیروگاه‌های جدید کاهش یافت. پس از پایان جنگ و پیش از خروج متفقین از ایران، ۴ دستگاه مولد ۲۰۰۰ کیلوواتی (با ظرفیت مجموع ۸۰۰۰ کیلووات) از کارخانه (وستینگهاوس) آمریکا خریداری و در ضلع شمالی مولدهای اشکودا نصب شد؛ بهره‌برداری از این تجهیزات در مهرماه سال ۱۳۲۷ آغاز گردید. همچنین، در زمستان ۱۳۲۸ به علت افزایش شدید تقاضا، با مطالعات و بررسی‌های لازم، ۳ دستگاه مولد دیزلی به ظرفیت ۱۳۰۰ کیلووات (مجموعاً ۳۹۰۰ کیلووات) از کارخانه (نردبرگ) آمریکا تهیه و در سال‌های ۱۳۳۴ و ۱۳۳۵ به بهره‌برداری رسید.
با تصویب قانون تأسیس وزارت آب در تاریخ ۲۶ /۱۲/ ۱۳۴۲، اجازه اداره تأسیسات برق به صورت شرکت سهامی عام صادر شد. به استثناء سازمان آب و برق خوزستان (که از سال ۱۳۳۹ فعالیت می‌کرد)، اساسنامه هفت شرکت برق منطقه‌ای از جمله شرکت برق منطقه‌ای تهران در آذرماه ۱۳۴۳ به تصویب دو مجلس شورای ملی و سنا رسید و در ۱۷ آذر ۱۳۴۴ با اصلاح ماده ۴ اساسنامه، وظیفه توزیع برق نیز به این شرکت‌ها محول گردید. از آن زمان، شرکت برق منطقه‌ای تهران با پوشش مشترکان برق شرکت‌های خصوصی در تهران و مدیریت برق شهرستان‌‌های استان‌های تهران، مرکزی، سمنان و زنجان، به عنوان یکی از بزرگ‌ترین شرکت‌های برق منطقه‌ای فعالیت خود را آغاز کرده و با احداث شبکه‌های جدید فشار قوی و ضعیف و ایستگاه‌های انتقال، فوق توزیع و توزیع نیروی برق، سعی در ارائه خدمات با کیفیت مطلوب به مشترکان داشته است.

## دربارهٔ کتابخانه
کتابخانه شرکت برق منطقه‌ای تهران در سال ۱۳۵۳ تأسیس شده و مجموعه‌ای غنی از کتاب‌ها، نشریات، اسناد و مواد سمعی و بصری به زبان‌های فارسی و خارجی را در اختیار محققین و متخصصین صنعت برق قرار می‌دهد. اهداف این کتابخانه شامل ارتقای فعالیت‌های پژوهشی و فرهنگی شرکت از طریق تأمین نیازهای اطلاعاتی کاربران با بهره‌گیری از شیوه‌های نوین کتابداری و اطلاع‌رسانی، ارتقای دانش تخصصی کارکنان با استفاده از تکنولوژی‌های پیشرفته اطلاعاتی و کمک به خودآموزی پرسنل می‌باشد. وظایف اصلی کتابخانه عبارتند از:
- فراهم‌آوری و سازماندهی منابع (کتاب‌ها، نشریه‌ها، فیلم‌های ویدیویی، سی‌دی‌ها و سایر مواد)
- ارائه خدمات به کارکنان شاغل، بازنشسته، شرکت‌های تابعه، محققین و دانشجویان و کتابخانه‌های تحت پوشش وزارت نیرو
- ایجاد ارتباط با مراکز علمی و تخصصی داخلی و خارجی
- تشکیل سیستم جامع اطلاعاتی و ارائه خدمات تکمیلی مانند امانت منابع

تشکیلات سازمانی کتابخانه زیر نظر معاونت منابع انسانی (دفتر سازماندهی و بهبود روش‌ها) قرار دارد و حوزه‌های موضوعی آن شامل برق – قدرت، برق – الکترونیک، مدیریت، کامپیوتر، حسابداری و عمران می‌شود. این مَرکز به عنوان یکی از معدود مراکز اطلاعاتی در سطح وزارت نیرو، هم حوزه‌های تخصصی و هم موضوعات عمومی را پوشش می‌دهد.
ساعات کار: ۷:۳۰ تا ۱۵:۴۰ (از شنبه تا چهارشنبه)

## ساختار سازمانی

### معاونت برنامه‌ریزی و تحقیقات
- مطالعات بار، پیش‌بینی و برنامه‌ریزی جهت احداث، تقویت و توسعه شبکه انتقال و فوق توزیع.
- تعیین اولویت و هماهنگی بودجه و ابلاغ پروژه‌های جدیدالاحداث، شبکه و دیسپاچینگ.
- نظارت بر توسعه سیستم‌های اطلاعات مکانی (GIS).

### معاونت بهره‌برداری
- بهره‌برداری بهینه از تجهیزات سیستم تولید و انتقال برق.
- اجرای طرح‌ها و پروژه‌های اجرایی بهینه‌سازی بخش خطوط، پست‌ها و دیسپاچینگ.
- تنظیم برنامه‌های مرتبط با امور بازار برق.

### معاونت طرح و توسعه
- بررسی جامع پروژه‌های ساخته شده یا در دست احداث و اصلاح و بهینه‌سازی آنها.
- تأمین بودجه و اعتبارات طرح‌ها و پروژه‌های مجریان.

### معاونت منابع انسانی
- طراحی ساختار سازمانی متناسب با وظایف واحدهای مختلف شرکت.
- تدوین استراتژی‌های کلان و ارزیابی عملکرد واحدها و کارکنان.
- جذب و استخدام و برنامه‌ریزی آموزشی برای پرسنل

### معاونت مالی و پشتیبانی
- اجرای مقررات و دستورالعمل‌های مالی.
- نگهداری حساب‌های بانکی و دفاتر مالی.
- برگزاری مناقصات و انعقاد قراردادهای مربوطه.

## مدیران عامل شرکت برق
- سید علی خان نصر (سال ۱۳۱۵)
- غلامعلی فریور (۱۳۱۵–۱۳۱۷)
- ابوالحسن خدابنده (سال‌های ۱۳۱۷–۱۳۱۹)
- محمود خلیلی (سال‌های ۱۳۱۹–۱۳۲۴)
- ناصر معتمد (۱۳۲۴–۱۳۲۵)
- ناصر مسعود انصاری (۱۳۲۵–۱۳۲۶)
- علی اکبر شروقی (۱۳۲۶–۱۳۲۷)
- علی اکبر نجم (۱۳۲۷–۱۳۳۳)
- احمد آجودانی (۱۳۳۳–۱۳۳۹)
- تقی اسکندانی (۱۳۳۹–۱۳۴۳)
- مصباح جالینوس (۱۳۴۳–۱۳۴۸)
- حمید صالحی (۱۳۴۸–۱۳۵۱)
- فضل‌الله محمودیان (۱۳۵۱–۱۳۵۵)
- حسن فیروزآبادیان (۱۳۵۵–۱۳۵۸)
- حمدعلی هادیزاد (۱۳۵۸–۱۳۵۹)
- علی اکبر نیلچیان (۱۳۵۹–۱۳۶۰)
- احمد شادرام (۱۳۶۰–۱۳۶۳)
- غلامرضا ناصح (۱۳۶۳–۱۳۶۸)
- محمود مقدم (۱۳۶۸–۱۳۷۲)
- محمود جنتیان (۱۳۷۲–۱۳۸۴)
- میر فتاح فتاح قره‌باغ (۱۳۸۴–۱۳۸۹)
- سید زمان حسینی (۱۳۸۹–۱۳۹۴)
- غلامرضا خوش‌خلق (۱۳۹۴–۱۳۹۸)
- آرش کردی (۱۳۹۹–۱۴۰۰)
- حبیب قراگوزلو مزلقان (۱۹ بهمن ۱۴۰۰–۱۴۰۳)
- فرهاد شبیهی (۱۴۰۳ – کنونی)